# Kościół św. Barbary w Bobrownikach
Kościół świętej Barbary w Bobrownikach – rzymskokatolicki kościół filialny należący do parafii św. Stanisława Kostki w Doruchowie (dekanat Ostrzeszów diecezji kaliskiej).

## Historia
Jest to świątynia (pierwotnie nosząca wezwanie Świętego Bartłomieja Apostoła) wzniesiona około połowy XVII wieku. W XVII wieku przez pewien czas była własnością  Braci Czeskich. Gruntownie została wyremontowana w 1832 roku przez Hipolita Bielinę. Odnawiana była w latach 1910, 1956 (wymieniono wówczas gonty), 1957 (wykonana została wówczas polichromia), 1972 (ponownie zostały wymienione gonty), 1975 (zostało wówczas przebudowane prezbiterium). W 1979 roku została odnowiona polichromia przez  E. Haladyna.  Remontowana była ponownie w 1992, 1996 i 1999 roku (wymieniono wówczas gont na dachu).

## Architektura
Budowla jest drewniana, jednonawowa, wybudowana została w  konstrukcji zrębowej. Kościół jest  orientowany, nie posiada wieży. Jego prezbiterium jest mniejsze w stosunku do nawy, zamknięte jest trójbocznie, z boku umieszczona jest zakrystia. Z bryły świątyni nie jest wyodrębniona kruchta, wejście znajduje się z boku i jest osłonięte daszkiem podpartym dwoma słupami. Kościół nakrywa dach jednokalenicowy, pokryty gontem, na dachu jest umieszczona sześciokątna wieżyczka na sygnaturkę. Zwieńcza ją gontowy stożkowy dach hełmowy. Wnętrze nakryte jest płaskim stropem. Chór muzyczny jest podparty słupami i charakteryzuje się prostą linią parapetu. Polichromia znajdująca się na ścianach i stropie jest współczesna i zawiera sceny z życia Świętej Barbary. Barokowy ołtarz główny powstał w 2 połowie XVII wieku. Ambona i konfesjonał zostały wykonane w połowie XVII wieku. Barokowo – ludowy krucyfiks zawieszony w nawie pochodzi z 2 połowy XVII wieku.